# Rooming-in
Rooming-in – system stosowany na oddziałach położniczych podczas opieki nad zdrowymi noworodkami, inaczej nazywany systemem matka-dziecko. Wprowadzony do polskich oddziałów położniczych w 1994 roku.
Zakłada on, że noworodek zostaje (w ruchomym łóżeczku) przy łóżku matki, która z pomocą personelu medycznego opiekuje się nim i przygotowuje do roli rodzica. Stałe przebywanie z dzieckiem wzmaga również laktację, zawiązuje i wzmacnia więzi emocjonalne.